# Клубний чемпіонат світу з футболу 2007 (склади)
У таблиці нижче представлені склади команд-учасниць клубного чемпіонату світу з футболу 2007. За 24 години до свого першого матчу вони мали право замінити травмованого футболіста. До складу повинно було входити по 23 гравці, три з яких мають бути воротарями. Остаточні списки з 23 осіб необхідно було подати до 30 листопада, вибравши остаточні заявки з попередніх списків по 30 гравців, які подавалися до 16 листопада.

## «Бока Хуніорс»
Головний тренер:  Мігель Анхель Руссо
| №  | Поз. | Нац.      | Гравець                 |
| -- | ---- | --------- | ----------------------- |
| 1  | ВР   | Аргентина | Хав'єр Ернан Гарсія     |
| 2  | ЗХ   | Аргентина | Матіас Сільвестре       |
| 3  | ЗХ   | Парагвай  | Клаудіо Морель Родрігес |
| 4  | ЗХ   | Аргентина | Уго Ібарра              |
| 5  | ПЗ   | Аргентина | Себастьян Батталья      |
| 6  | ЗХ   | Аргентина | Матіас Кахаїс           |
| 8  | ПЗ   | Аргентина | Пабло Ледесма           |
| 9  | НП   | Аргентина | Мартін Палермо          |
| 11 | ПЗ   | Аргентина | Леандро Грасіан         |
| 12 | ВР   | Аргентина | Маурісіо Каранта        |
| 14 | НП   | Аргентина | Родріго Паласіо         |
| 15 | ПЗ   | Уругвай   | Альваро Гонсалес        |

| №  | Поз. | Нац.      | Гравець                |
| -- | ---- | --------- | ---------------------- |
| 16 | ЗХ   | Аргентина | Хуан Анхель Крупов'єса |
| 17 | НП   | Аргентина | Мауро Боселлі          |
| 19 | ПЗ   | Аргентина | Нері Кардосо           |
| 20 | ЗХ   | Аргентина | Хонатан Майдана        |
| 21 | НП   | Уругвай   | Карлос Буено           |
| 22 | ПЗ   | Колумбія  | Фабіан Варгас          |
| 23 | ПЗ   | Аргентина | Хесус Датоло           |
| 24 | ПЗ   | Аргентина | Евер Банега            |
| 25 | ВР   | Аргентина | Пабло Мільйоре         |
| 27 | ПЗ   | Аргентина | Ніколас Бертоло        |
| 29 | ЗХ   | Аргентина | Габріель Палетта       |

## «Мілан»
Головний тренер:  Карло Анчелотті
| №  | Поз. | Нац.       | Гравець             |
| -- | ---- | ---------- | ------------------- |
| 1  | ВР   | Бразилія   | Діда                |
| 2  | ЗХ   | Бразилія   | Кафу                |
| 3  | ЗХ   | Італія     | Паоло Мальдіні      |
| 4  | ЗХ   | Грузія     | Каха Каладзе        |
| 5  | ПЗ   | Бразилія   | Емерсон             |
| 8  | ПЗ   | Італія     | Дженнаро Гаттузо    |
| 9  | НП   | Італія     | Філіппо Індзагі     |
| 10 | ПЗ   | Нідерланди | Кларенс Зеєдорф     |
| 11 | НП   | Італія     | Альберто Джилардіно |
| 13 | ЗХ   | Італія     | Алессандро Неста    |
| 16 | ВР   | Австралія  | Желько Калац        |
| 17 | ЗХ   | Хорватія   | Даріо Шимич         |

| №  | Поз. | Нац.     | Гравець            |
| -- | ---- | -------- | ------------------ |
| 18 | ЗХ   | Чехія    | Марек Янкуловський |
| 19 | ЗХ   | Італія   | Джузеппе Фаваллі   |
| 20 | ПЗ   | Франція  | Йоан Гуркюф        |
| 21 | ПЗ   | Італія   | Андреа Пірло       |
| 22 | ПЗ   | Бразилія | Кака               |
| 23 | ПЗ   | Італія   | Массімо Амброзіні  |
| 25 | ЗХ   | Італія   | Даніеле Бонера     |
| 27 | ПЗ   | Бразилія | Сержінью           |
| 29 | ВР   | Італія   | Валеріо Фйорі      |
| 32 | ПЗ   | Італія   | Крістіан Броккі    |
| 44 | ЗХ   | Італія   | Массімо Оддо       |

## «Етуаль дю Сахель»
Головний тренер:  Бертан Маршан
| №  | Поз. | Нац.       | Гравець         |
| -- | ---- | ---------- | --------------- |
| 1  | ВР   | Туніс      | Аймен Матлуті   |
| 2  | ЗХ   | Туніс      | Саїф Гезаль     |
| 3  | НП   | Туніс      | Слім Жедаєд     |
| 4  | ЗХ   | Туніс      | Радуен Фельхі   |
| 5  | ЗХ   | Туніс      | Аммар Жемаль    |
| 6  | ЗХ   | Туніс      | Хатем Бежауї    |
| 7  | НП   | Кабо-Верде | Жілсон Сілва    |
| 9  | НП   | Туніс      | Амін Шерміті    |
| 10 | ПЗ   | Туніс      | Афуен Габрі     |
| 11 | ЗХ   | Туніс      | Мехді Меріа     |
| 13 | ЗХ   | Туніс      | Сабер Бен Фредж |
| 14 | ПЗ   | Гвінея     | Мохамед Сако    |

| №  | Поз. | Нац.  | Гравець            |
| -- | ---- | ----- | ------------------ |
| 15 | ЗХ   | Туніс | Махмуд Хемірі      |
| 16 | ВР   | Туніс | Надім Табет        |
| 18 | ПЗ   | Туніс | Межді Трав'ї       |
| 19 | ПЗ   | Туніс | Мохамед Алі Нафха  |
| 20 | ПЗ   | Туніс | Халід Мелліті      |
| 21 | ЗХ   | Туніс | Меджді Бен Мухамед |
| 24 | ПЗ   | Гана  | Мусса Наррі        |
| 25 | ПЗ   | Бенін | Мурітала Огунбії   |
| 26 | ПЗ   | Туніс | Бассем Бен Нассер  |
| 27 | ВР   | Туніс | Ахмед Жауаші       |
| 28 | НП   | Туніс | Мехді Бен Діфалла  |

## «Пачука»
Головний тренер:  Енріке Меса
| №  | Поз. | Нац.      | Гравець              |
| -- | ---- | --------- | -------------------- |
| 1  | ВР   | Колумбія  | Мігель Калеро        |
| 2  | ЗХ   | Мексика   | Леобардо Лопес       |
| 3  | ЗХ   | Парагвай  | Хуліо Мансур         |
| 4  | ЗХ   | Мексика   | Марко Перес          |
| 6  | ПЗ   | Мексика   | Хайме Корреа Кордоба |
| 7  | НП   | Аргентина | Даміан Альварес      |
| 8  | ПЗ   | Мексика   | Габріель Кабальєро   |
| 9  | НП   | Мексика   | Рафаель Маркес Луго  |
| 10 | ПЗ   | Колумбія  | Андрес Чітіва        |
| 11 | НП   | Мексика   | Хуан Карлос Качо     |
| 12 | ВР   | Мексика   | Альфонсо Бланко      |
| 13 | ЗХ   | Мексика   | Фернандо Саласар     |

| №  | Поз. | Нац.      | Гравець           |
| -- | ---- | --------- | ----------------- |
| 14 | ЗХ   | Мексика   | Марвін Кабрера    |
| 16 | ПЗ   | Мексика   | Херардо Родрігес  |
| 17 | ПЗ   | Мексика   | Еді Брамбіла      |
| 18 | НП   | Колумбія  | Луїс Габріель Рей |
| 19 | ПЗ   | Аргентина | Крістіан Хіменес  |
| 20 | ВР   | Мексика   | Умберто Ернандес  |
| 21 | ЗХ   | Мексика   | Фаусто Пінто      |
| 22 | ЗХ   | Мексика   | Пауль Агілар      |
| 24 | ПЗ   | Мексика   | Рауль Мартінес    |
| 28 | ПЗ   | Мексика   | Луїс Монтес       |
| 30 | ВР   | Мексика   | Родольфо Кота     |

## «Урава Ред Даймондс»
Головний тренер:  Хольгер Осієк
| №  | Поз. | Нац.     | Гравець          |
| -- | ---- | -------- | ---------------- |
| 1  | ВР   | Японія   | Норіхіро Ямагісі |
| 2  | ЗХ   | Японія   | Кейсуке Цубої    |
| 3  | ПЗ   | Японія   | Хадзіме Хосогай  |
| 4  | ЗХ   | Японія   | Туліо            |
| 5  | ЗХ   | Бразилія | Нене             |
| 6  | ПЗ   | Японія   | Нобухіса Ямада   |
| 8  | ПЗ   | Японія   | Сіндзі Оно       |
| 9  | НП   | Японія   | Юїтіро Нагаї     |
| 11 | НП   | Японія   | Тацуя Танака     |
| 12 | ЗХ   | Японія   | Сунсуке Цуцумі   |
| 13 | ПЗ   | Японія   | Кейта Судзукі    |
| 14 | ПЗ   | Японія   | Тадаакі Хіракава |

| №  | Поз. | Нац.     | Гравець          |
| -- | ---- | -------- | ---------------- |
| 16 | ПЗ   | Японія   | Такахіто Сома    |
| 17 | ПЗ   | Японія   | Макото Хасебе    |
| 18 | НП   | Японія   | Дзункі Коїке     |
| 19 | ПЗ   | Японія   | Хідекі Утідате   |
| 20 | ПЗ   | Японія   | Сатосі Хоріноуті |
| 21 | НП   | Бразилія | Вашингтон        |
| 22 | ПЗ   | Японія   | Юкі Абе          |
| 23 | ВР   | Японія   | Рьота Цудзукі    |
| 27 | ПЗ   | Японія   | Йосія Нісідзава  |
| 28 | ВР   | Японія   | Нобухіро Като    |
| 30 | НП   | Японія   | Масаюкі Окано    |

## «Сепахан»
Головний тренер:  Лука Боначич

| №  | Поз. | Нац. | Гравець                   |
| -- | ---- | ---- | ------------------------- |
| 1  | ВР   | Іран | Аббас Мохаммаді           |
| 3  | ЗХ   | Іран | Реза Талабех              |
| 4  | ПЗ   | Іран | Мохаррам Навідкія         |
| 5  | ЗХ   | Іран | Хаді Агілі                |
| 6  | ПЗ   | Іран | Джалал Акбарі             |
| 7  | ПЗ   | Іран | Фаршад Бахадорані         |
| 8  | ЗХ   | Іран | Мохсен Бенгар             |
| 9  | ПЗ   | Іран | Хаді Джафарі              |
| 10 | ПЗ   | Іран | Ходжат Задмахмуд          |
| 11 | ПЗ   | Іран | Хоссейн Каземі            |
| 12 | ПЗ   | Ірак | Абдул-Вахаб Абу аль-Хаїль |
| 13 | НП   | Іран | Махмуд Карімі             |

| №  | Поз. | Нац.    | Гравець                 |
| -- | ---- | ------- | ----------------------- |
| 14 | НП   | Нігерія | Кабір Белло             |
| 15 | ВР   | Іран    | Амірхоссейн Садегзаде   |
| 17 | ЗХ   | Грузія  | Джаба Муджірі           |
| 20 | НП   | Ірак    | Емад Мохаммед           |
| 21 | ПЗ   | Іран    | Саєд Баят               |
| 22 | ВР   | Іран    | Мохаммад Саварі         |
| 23 | НП   | Іран    | Мехді Саєд-Салехі       |
| 25 | ПЗ   | Іран    | Ебрагім Ловейнян        |
| 26 | НП   | Іран    | Джалаледін Алімохаммаді |
| 27 | ПЗ   | Іран    | Аболхассан Джафарі      |
| 28 | ПЗ   | Іран    | Ехсан Хаджісафі         |
| 30 | ПЗ   | Іран    | Хоссейн Папі            |

## «Вайтакере Юнайтед»
Головний тренер:  Кріс Мілічіч
| №  | Поз. | Нац.               | Гравець           |
| -- | ---- | ------------------ | ----------------- |
| 1  | ВР   | Нова Зеландія      | Річард Гіллеспі   |
| 2  | ЗХ   | Нова Зеландія      | Джонатан Перрі    |
| 3  | ЗХ   | Нова Зеландія      | Шейн Пескоу       |
| 4  | ЗХ   | Нова Зеландія      | Метт Каннін       |
| 5  | ЗХ   | Нова Зеландія      | Денні Хей         |
| 6  | ЗХ   | Англія             | Даррен Бейзілі    |
| 7  | ПЗ   | Нова Зеландія      | Джейсон Гейн      |
| 8  | НП   | Соломонові Острови | Коммінз Менапі    |
| 9  | НП   | Соломонові Острови | Бенджамін Тоторі  |
| 10 | НП   | Нова Зеландія      | Аллан Пірс        |
| 11 | ПЗ   | Англія             | Ніл Сайкс         |
| 13 | НП   | Нова Зеландія      | Даніель Копрівчіч |

| №  | Поз. | Нац.          | Гравець        |
| -- | ---- | ------------- | -------------- |
| 14 | ПЗ   | Нова Зеландія | Хоані Едвардс  |
| 15 | ПЗ   | Уельс         | Крістофер Бейл |
| 16 | ПЗ   | Англія        | Ніл Емблен     |
| 17 | ПЗ   | Нова Зеландія | Джейк Батлер   |
| 19 | ПЗ   | Нова Зеландія | Мікаель Мандей |
| 20 | ЗХ   | Нова Зеландія | Джейсон Роулі  |
| 21 | ЗХ   | Нова Зеландія | Грем Пірс      |
| 22 | ВР   | Нова Зеландія | Саймон Ідді    |
| 27 | ЗХ   | Нова Зеландія | Том Вебб       |
| 28 | ВР   | Нова Зеландія | Арран Ровлі    |
| 33 | ПЗ   | Уельс         | Пол Сімен      |